# 延澤滿延
延澤滿延（1544年—1591年），是日本戰國時代的武將。最上氏家臣，出羽國野邊澤城主。合稱最上八楯的最上氏分家之一，是延澤滿重之子，幼名月若丸，又名信景，自稱能登守。

## 生平
以大力剛勇聞名，在最上義光繼位後與天童氏聯合背叛，造成最上義光的危機，領內還有延澤銀山，亦有相當財力。曾在最上義光攻打天童氏時出兵協助將最上義光擊敗，因此最上義光對他採用懷柔政策。
天正12年（1584年）將女兒松尾姬嫁給其子延澤光昌進行策反，滿延降伏的條件是確保天童賴澄的性命。延澤滿延在最上義光再度攻打天童氏時倒戈，最上八楯崩壞，天童城陷落，天童氏因此被滅。不久，義光也消滅谷地城主白鳥長久，並將一部份舊領地賞賜滿延。滿延因其武勇聞名遐邇，據說義光始終戒懼之。
天正18年（1590年）11月，跟隨義光上洛豐臣秀吉之際病倒，天正19年（1591年）3月14日在京都病故。